# Blygrå skogsfalk
Blygrå skogsfalk (Micrastur plumbeus) är en tillbakadragen och skygg sydamerikansk fågel.

## Utseende och läten
Blygrå skogsfalk är en 30–36 cm lång skogslevande falk med ett vitt band på stjärten. Adulta fåglar är skiffergrå ovan och vita under, på bröstet fint svartbandad. Stjärten är svaraktig med ett brett, vitt stjärtband och smal vit stjärtspets. Ben och vaxhud är bjärt orangeröda. Liknande strimmig skogsfalk har två till tre stjärtband, är gulaktig på vaxhud och ben och är proportiellt med kortvingad och långstjärtad. Lätet är ett klagande skall som ofta upprepas, vanligen i gryningen.

## Utbredning och systematik
Fågeln förekommer i fuktiga skogar i sydvästra Colombia och nordvästra Ecuador. Den behandlas som monotypisk, det vill säga att den inte delas in i några underarter.

## Status och hot
Blygrå skogsfalk har en liten världspopulation bestående av uppskattningsvis endast 6 000–15 000 vuxna individer. Den tros också minska i antal till följd av habitatförlust. Den är därför upptagen på internationella naturvårdsunionen IUCN:s röda lista över hotade arter, kategoriserad som sårbar (VU).